# Lista de prefeitos de Zortéa
Esta é a lista de prefeitos e vice-prefeitos do município de Zortéa, estado brasileiro de Santa Catarina.
| Nº | Nome                        | Partido | Vice-prefeito                                         | Início do mandato     | Fim do mandato         | Observações                                           |
| 1  | Alcides Mantovani           | PMDB    | Remilton Andreoni (PMDB)                              | 1º de janeiro de 1997 | 31 de dezembro de 2000 | Prefeito e vice eleitos em sufrágio universal         |
| 1  | Alcides Mantovani           | PMDB    | Remilton Andreoni (PMDB)                              | 1º de janeiro de 2001 | 31 de dezembro de 2004 | Prefeito e vice reeleitos em sufrágio universal       |
| 2  | Remilton Andreoni           | PMDB    | Roberto Menegaz (PMDB)                                | 1º de janeiro de 2005 | 31 de dezembro de 2008 | Prefeito e vice eleitos em sufrágio universal         |
| 3  | Paulo José Franceski        | PP      | Charles Favero (PP)                                   | 1º de janeiro de 2009 | 31 de dezembro de 2012 | Prefeito e vice eleitos em sufrágio universal         |
| 3  | Paulo José Franceski        | PP      | Márcia Aparecida da Silva Jung (PT)                   | 1º de janeiro de 2013 | 31 de dezembro de 2016 | Prefeito reeleito e vice eleita em sufrágio universal |
| 4  | Alcides Mantovani           | PMDB    | Nelson Vicente de Almeida (PR)                        | 1º de janeiro de 2017 | 31 de dezembro de 2020 | Prefeito e vice eleitos em sufrágio universal         |
| 5  | Rosane Antunes Pires Infeld | PP      | Alesandro Moro (Republicanos) até 2023 (PL) após 2023 | 1º de janeiro de 2021 | 31 de dezembro de 2024 | Prefeita e vice eleitos em sufrágio universal         |
| 5  | Rosane Antunes Pires Infeld | PP      | Alesandro Moro (Republicanos) até 2023 (PL) após 2023 | 1° de janeiro de 2025 | Atualidade             | Prefeita e vice reeleitos em sufrágio universal       |